# Azathioprine
Azathioprine (AZA), được bán dưới tên thương mại là Imuran cùng với một số những tên khác, là một loại thuốc ức chế miễn dịch. Thuốc này có thể được sử dụng trong điều trị viêm khớp dạng thấp, bệnh u hạt Wegener, bệnh Crohn, viêm loét đại tràng, và trong cấy ghép thận để ngăn chặn thải loại mảnh ghép. Thuốc này có thể được uống hoặc tiêm vào tĩnh mạch.
Tác dụng phụ thường gặp có thể kể đến như ức chế tủy xương và nôn mửa. Ức chế tủy xương xuất hiện đặc biệt phổ biến ở những người bị thiếu hụt enzyme thiopurine S-methyltransferase do di truyền. Các tác dụng phụ nghiêm trọng hơn khác bao gồm tăng nguy cơ ung thư hạch. Sử dụng thuốc trong khi mang thai có thể gây hại cho em bé. Azathioprine thuộc họ thuốc tương tự purine và chất phản chuyển hóa. Chúng có hoạt tính thông qua 6-thioguanine để ảnh hưởng đến quá trình tổng hợp RNA và DNA trong các tế bào.
Azathioprine lần đầu tiên được sản xuất vào năm 1957. Nó nằm trong danh sách các thuốc thiết yếu của Tổ chức Y tế Thế giới, tức là nhóm các loại thuốc hiệu quả và an toàn nhất cần thiết trong một hệ thống y tế. Chi phí bán buôn ở các nước đang phát triển là khoảng 7,63 đến 17,19 USD một tháng. Chi phí bán buôn tại Hoa Kỳ là vào khoảng 35,34 USD mỗi tháng.